# 蒲家站
蒲家站是襄渝铁路上的一座铁路车站，位于四川省达州市通川区蒲家镇境内。车站于1974年3月随襄渝铁路达县—万源段开办临时运营，1978年5月随襄渝铁路达县—胡家营段正式交付。车站隶属于西安铁路局安康车务段，为四等站。车站现办理客货运业务，并有驻站车务、工务、供电、水电、电务机构，配备有客运设施。